# A Kiss for Susie
Pour plus de détails, voir Fiche technique et Distribution.
A Kiss for Susie est un film muet américain de Robert Thornby, sorti en 1917. 

## Synopsis
Susie Nolan est la fille de Jim Nolan, un employé de la société détenue par le millionnaire Phil Burnham, qu'il a reçu en héritage familial. Afin de tout connaître de l'entreprise, Phil se fait embaucher incognito dans l'usine en adoptant un pseudonyme. Une fois engagé, il rencontre Susie et en tombe amoureux.

## Fiche technique
- Réalisation : Robert Thornby
- Scénario : Harvey F. Thew, Paul West
- Photographie : James C. Van Trees
- Productrice : Julia Crawford Ivers
- Pays de production : États-Unis
- Couleur : Noir et Blanc
- Format : 1,33 : 1
- Son : Muet
- Date de sortie : 
  - États-Unis : 2 août 1917

## Distribution
- Vivian Martin : Susie Nolan
- Tom Forman : Phil Burnham
- John Burton : Peter Schwartz
- Jack Nelson : Jim Noolan Jr.
- Pauline Perry : Lizzie Nolan
- Chris Lynton : Jim Nolan Sr.
- Elinor Hancock : Mrs. Burnham